# Tüzes liliom
A tüzes liliom vagy tűzliliom (Lilium bulbiferum) az egyszikűek (Liliopsida) osztályának liliomvirágúak (Liliales) rendjébe, ezen belül a liliomfélék (Liliaceae) családjába tartozó faj.

## Előfordulása
Ez a növényfaj a Földközi-tenger térségéről származik. A Közép-Európában honos alakja Magyarországon a Bükk-vidéken és a Szigetköz területén fordul elő, de meglehetősen ritka.

## Megjelenése
A tüzes liliom díszes virágait sötét narancsszínű vagy tűzpiros, barnásan pettyezett, sziromszerű lepellevelek alkotják. A növény magas, sűrűn leveles szárán, a fényesen zöld levelek tövében feketés-barna sarjhagymák fejlődnek.

## Életmódja
A napos és a félárnyékos helyeket kedveli. Egy kissé érzékeny a fagyra.

## Hibridje
- Lilium × hollandicum Bergmans = Lilium bulbiferum L. × Lilium maculatum Thunb.